# Carlos San Gil y Lajusticia
Carlos San Gil y Lajusticia (Novallas, 1652 - Madrid, 22 de noviembre de 1708) fue un militar español.
Nació en Novallas, donde su madre se había resguardado de una epidemia. Era natural de una familia borjana y se crio en Borja, de donde se consideró oriundo. Entró en la Orden de Malta, que tenía una fuerte presencia en la comarca, antes de servir en la Infantería de Marina española.
Alcanzó el rango de maestre de campo, recibiendo el mando de las guarniciones de Ceuta y de Gibraltar. Luego fue destinado en Panamá para acabar con el intento de colonización escocesa. De vuelta en la península ibérica, fue gobernador de Murcia y Cartagena.
Durante la Guerra de Sucesión Española fue un destacado partidario de los Borbones. A pesar del mayor apoyo que la Casa de Austria tenía en Aragón, varias ciudades apoyaron a Felipe V, incluyendo Borja. San Gil lideró la defensa de Cádiz contra la armada anglo-neerlandesa y fue nombrado teniente general (siendo el militar aragonés de mayor rango en el bando borbónico). Estuvo destinado en Galicia al frente del tercio nuevo de la Armada en el año 1703, pero en ese año fue nombrado corregidor de Murcia y gobernador de Cartagena. Encabezó las campañas contra los austracistas en Navarra y Aragón, donde su casa familiar fue asaltada durante el saqueo de Borja. Participó en la batalla de Almansa, que decantó la guerra para el bando felipista, y posteriormente en la campaña en Cataluña para eliminar los restos del ejército austracista.
Murió el 22 de noviembre de 1708 en Madrid.